# Lambaré
Lambaré − miasto paragwajskie leżące w departamencie Central i wchodzące w skład zespołu miejskiego Asunción. Miasto charakteryzuje duża dynamika wzrostu demograficznego - według spisu ludności z 11 lipca 1982 miasto liczyło 67168 mieszkańców, a dziesięć lat później według spisu z 26 sierpnia 1992 ludność miasta była o połowę większa - 99572 mieszkańców. Według ostatniego spisu z dnia 28 sierpnia 2002 miasto liczyło 119795 mieszkańców.
W mieście rozwinął się przemysł farmaceutyczny, poligraficzny oraz drzewny.
Miasto jest siedzibą klubu piłkarskiego Capitán Figarí.